# Wielental

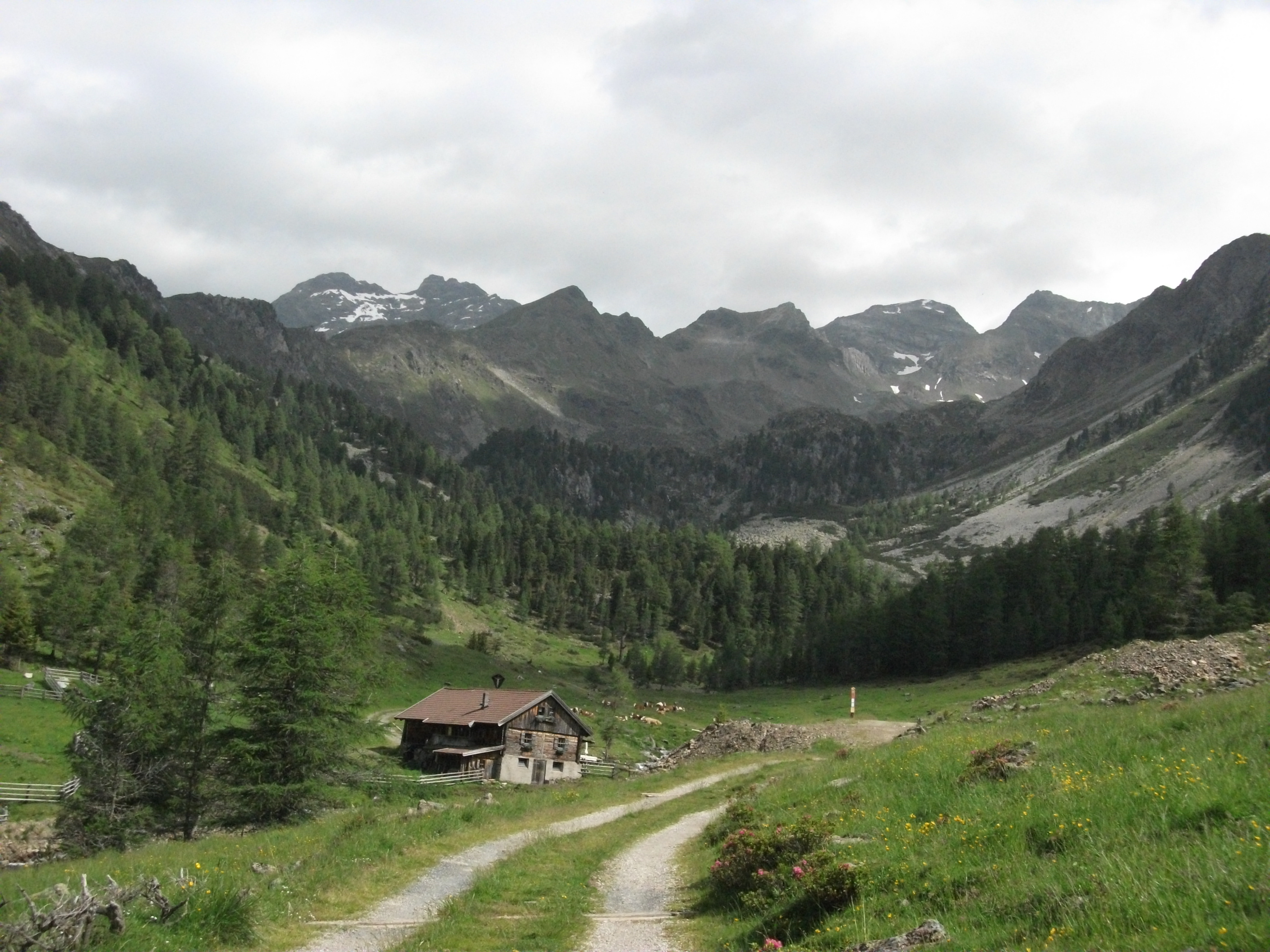
Blicks ins obere Wielental (mit Haidacheralm)

Das Wielental, auch Wielenbachtal oder kurz Wielenbach genannt, ist ein nördliches Seitental des Pustertals in Südtirol. Administrativ gehört es vollständig zur Gemeinde Percha. Es zweigt bei Unterwielenbach Richtung Norden ab und führt in die Rieserfernergruppe hinein. Entwässert wird es durch den Wielenbach, der bei Unterwielenbach-Litschbach in die Rienz mündet.
An den das Wielental östlich begrenzenden Hängen liegen die Örtlichkeiten Wielenberg (1120–1160 m) und etwas höher Platten. Im Talinneren befindet sich auf etwa 1340–1410 m das Dorf Oberwielenbach. Darüber beginnt der Naturpark Rieserferner-Ahrn, der den Großteil des Wielentals umfasst. Die 3105 m hohe Schwarze Wand überragt den Talschluss; für diesen ist der Gegendname in der Weiße (über der Haidacheralm) gebräuchlich, welcher bereits im Jahr 1048 in der Wildbannverleihung an das Hochstift Brixen durch Kaiser Heinrich III. als „Wizzendal“ urkundlich bezeugt ist.